# Vilaflor de Chasna
Vilaflor de Chasna es un municipio perteneciente a la provincia de Santa Cruz de Tenerife, en la isla de Tenerife, Canarias, España.
La capital municipal se encuentra en el casco urbano de Vilaflor, situado a 1501 m s. n. m.

## Toponimia
Su nombre proviene de su capital municipal, siendo originalmente conocida la zona como Chasna, término de procedencia guanche que significa según algunos autores grada o escalona.
Su nombre moderno aparece ya desde la segunda mitad del siglo xvi con las variantes Villaflor y Vilaflor. El origen de este nombre lo da a conocer Sabino Berthelot al trasmitir en su obra una leyenda según la cual un conquistador castellano exclamó «¡Vi la flor de Chasna!» al enamorarse de una joven guanche de la zona durante la conquista.
En 2014 se aprobó por parte del Cabildo Insular el cambio de denominación del municipio por el de Vilaflor de Chasna, recuperando así su nombre original.
Gentilicio
Los habitantes de Vilaflor reciben el nombre de chasneros, derivado del nombre original de la localidad.

## Geografía
Vilaflor se extiende por el sector sur de la isla, limitando con los municipios de Granadilla de Abona, San Miguel de Abona, Arona, Adeje y La Orotava, localizándose en una región montañosa, siendo uno de los tres municipios de la isla, junto con Tegueste y El Tanque, que no dispone de costa.
Posee una superficie de 56,26 km², siendo el 13.er municipio en extensión de la isla de Tenerife y el 22.º de la provincia.
Alcanza una altitud máxima de 2848 metros, localizándose esta en los riscos que cierran el Llano de Ucanca —al pie del Teide— por el sur, en la zona denominada Cortada del Diablo.

### Orografía
En el paisaje del municipio destaca la elevación conocida como El Sombrerito o Sombrero Grande de Chasna, situada a unos 2400 m s. n. m., siendo uno de los símbolos del término y que aparece en el escudo municipal.

### Clima
| Parámetros climáticos promedio de Vilaflor                                       | Parámetros climáticos promedio de Vilaflor | Parámetros climáticos promedio de Vilaflor | Parámetros climáticos promedio de Vilaflor | Parámetros climáticos promedio de Vilaflor | Parámetros climáticos promedio de Vilaflor | Parámetros climáticos promedio de Vilaflor | Parámetros climáticos promedio de Vilaflor | Parámetros climáticos promedio de Vilaflor | Parámetros climáticos promedio de Vilaflor | Parámetros climáticos promedio de Vilaflor | Parámetros climáticos promedio de Vilaflor | Parámetros climáticos promedio de Vilaflor | Parámetros climáticos promedio de Vilaflor |
| Mes                                                                              | Ene.                                       | Feb.                                       | Mar.                                       | Abr.                                       | May.                                       | Jun.                                       | Jul.                                       | Ago.                                       | Sep.                                       | Oct.                                       | Nov.                                       | Dic.                                       | Anual                                      |
| -------------------------------------------------------------------------------- | ------------------------------------------ | ------------------------------------------ | ------------------------------------------ | ------------------------------------------ | ------------------------------------------ | ------------------------------------------ | ------------------------------------------ | ------------------------------------------ | ------------------------------------------ | ------------------------------------------ | ------------------------------------------ | ------------------------------------------ | ------------------------------------------ |
| Temp. máx. media (°C)                                                            | 13.5                                       | 14.4                                       | 16.0                                       | 16.1                                       | 18.3                                       | 21.2                                       | 27.4                                       | 27.9                                       | 23.5                                       | 18.7                                       | 16.0                                       | 14.5                                       | 19                                         |
| Temp. media (°C)                                                                 | 9.4                                        | 10.2                                       | 11.7                                       | 11.9                                       | 13.9                                       | 16.7                                       | 22.7                                       | 23.0                                       | 19.2                                       | 14.4                                       | 11.4                                       | 10.0                                       | 14.5                                       |
| Temp. mín. media (°C)                                                            | 5.4                                        | 6.0                                        | 7.3                                        | 7.1                                        | 9.5                                        | 12.2                                       | 18.0                                       | 19.0                                       | 14.8                                       | 10.4                                       | 8.2                                        | 7.0                                        | 10.4                                       |
| Precipitación total (mm)                                                         | 49                                         | 51                                         | 34                                         | 24                                         | 3                                          | 0                                          | 0                                          | 1                                          | 7                                          | 34                                         | 71                                         | 56                                         | 330                                        |
| Fuente: Documento informativo del Plan Especial del paisaje protegido de Ifonche |                                            |                                            |                                            |                                            |                                            |                                            |                                            |                                            |                                            |                                            |                                            |                                            |                                            |

### Flora

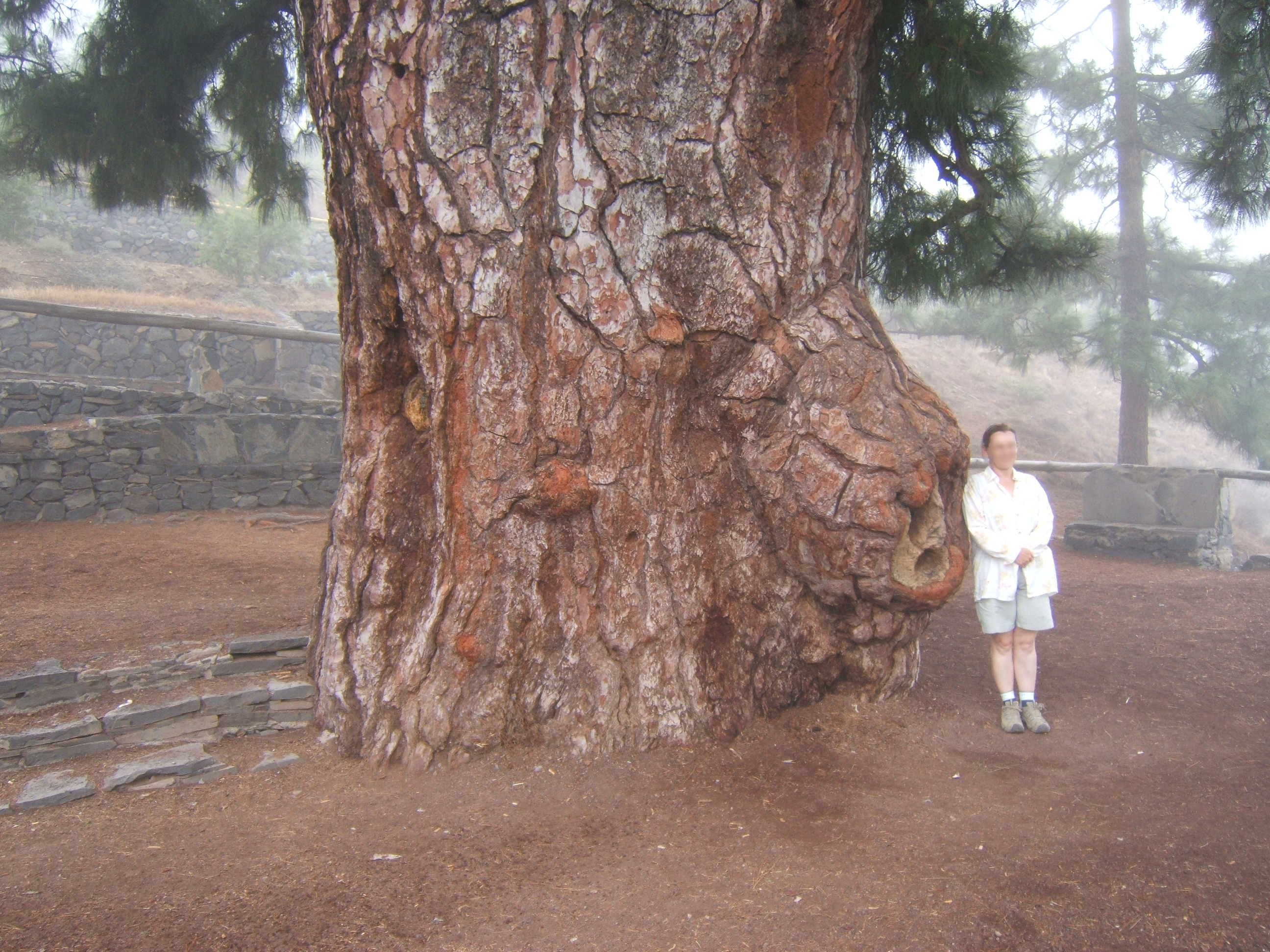
Base del tronco del Pino Gordo, ejemplar centenario de pino canario

Vilaflor conserva importantes extensiones de pinar de pino canario Pinus canariensis, que crecen desde las proximidades del área urbana hasta los 2370 m s. n. m., donde el pino convive con la retama del Teide Spartocytisus supranubius. En la zona de cumbres más elevadas se desarrollan matorrales de alta montaña compuestos por las retamas del Teide antes mencionadas, los alhelíes del Teide Erysimum scoparium y los rosalitos de cumbre Pterocephalus lasiospermus. En las áreas próximas a los núcleos urbanos abundan los matorrales de sustitución de la vegetación natural, componiéndose de jaguarzales de Cistus monspeliensis y escobonales de Chamaecytisus proliferus.
En el municipio destacan varios árboles catalogados como monumentales: el Pino Gordo, el Pino de las Dos Pernadas, el Pino del Valle de Ucanca, el Pino de los Hoyitos y el Pino de los Llanitos o del Hermano Pedro, todos ellos grandes ejemplares de pino canario; así como el Cedro de Wildpret o del Frontón, ejemplar de cedro canario Juniperus cedrus. Otros árboles destacados del municipio son los tres cipreses Cupressus sempervirens centenarios que se encuentran frente a la portada principal de la iglesia de San Pedro o el magnolio Magnolia grandiflora de la Casa de los Soler.

### Espacios protegidos
En el término municipal se localiza parte de los espacios incluidos en la Red Canaria de Espacios Naturales Protegidos del parque nacional del Teide, del parque natural de la Corona Forestal, del paisaje protegido de Ifonche y del monumento natural de Montaña Colorada.
Estos espacios están incluidos también en la Red Natura 2000 como Zonas Especiales de Conservación y Zonas de Especial Protección para las Aves.
Vilaflor cuenta además con los Montes de Utilidad Pública denominados Vica y Lajas y Lomo Gordo y Agua Agria.
Dentro de estos espacios protegidos se ubican lugares naturales de interés como el manantial de Fuente Alta, que se encuentra a 1400 m sobre el nivel del mar.

## Historia

### Etapa guanche: antes del sigloxv
Antes de la llegada de los europeos en el siglo xv el territorio de Chasna estaba habitado por los guanches, primeros pobladores de la isla, perteneciendo al reino o menceyato de Abona. 
El área del moderno término municipal quedaba fuera de la zona permanentemente habitada por los guanches del menceyato, siendo sin embargo una importante región de pastoreo y una zona de paso en la trashumancia de los ganados hacia los pastos de alta montaña.
Algunos investigadores consideran que Chasna conformaba una región característica dentro del menceyato, y que podía haberse encontrado en proceso de convertirse en una unidad territorial independiente de Abona a la llegada de los conquistadores.
Por otra parte, el río o barranco de Chasna aparece señalado en la documentación de la época como límite entre los reinos de Abona y Adeje. En cuanto a la correspondencia moderna de este topónimo, algunos investigadores lo asocian con el barranco de La Orchilla, que nace en las cumbres de Vilaflor y desemboca cerca del núcleo de Los Abrigos, o con el barranco del Rey, límite entre los municipios modernos de Arona y Adeje.

### Conquista y colonización europeas: siglosxvyxvi
Aunque el reino de Abona se conformó como bando de paz durante la conquista —el mencey de Abona se había confederado con el gobernador de Gran Canaria Pedro de Vera antes de 1490—, tras la finalización de la contienda en 1496 las tierras altas de Chasna se convirtieron en refugio de guanches rebeldes o alzados.
Terminada la conquista comienza el proceso colonizador con el reparto de tierras y otros bienes entre los conquistadores y pobladores por parte del nuevo gobernador Alonso Fernández de Lugo. Aunque el antiguo reino guanche comienza a colonizarse desde 1498, lo hace en primer lugar en torno al Porís de Abona, radicando aquí el primer alcalde «de las partes de Abona» y una de las primeras ermitas de la zona, la de Nuestra Señora de las Mercedes, erigida en 1514. Sin embargo, entrado el siglo xvi, la preponderancia en la comarca pasa rápidamente al lugar de Chasna-Vilaflor.
Las tierras y aguas en torno al río de Chasna fueron entregadas a los conquistadores Jerónimo de Valdés, Andrés Suárez Gallinato, Guillén Castellano y Fernando de Espinosa en 1504:

Gyónymo de Valdés, Andrés Suares Gallinato, Guillén Castellano y Fernando d Espinosa. A todos cuatro juntamente un río o arroyo de agua con todas las tierras que con la dicha agua se pudieren aprovechar, la cual es en esta isla de Tenerife, que se llama, en la lengua de Tenerife, Chasna y junta los términos entre el reino de Abona y el reino de Adex, lo cual vos do por lo mucho que habéis servido en la conquista de estas dos islas que yo he ganado por mandato de sus Altezas. 11-VII-1504.
Las Datas de Tenerife (Libro I a IV de datas originales). Elías Serra Ráfols.

Hubo otros beneficiarios de las tierras en Chasna, entre los que se encuentran el antiguo mencey de Adeje, bautizado como Diego, Pedro Fernández Señorino, sobrino del gobernador, o el miembro de la Corte Nicolás Tello.
Sin embargo, en 1508, Valdés, Suárez Gallinato, Espinosa y Castellano ceden sus tierras a Sancho de Vargas, alcalde mayor de la isla. En 1525, los herederos de Vargas venden las tierras a Juan Martín de Padilla. Se considera que la hija de este, Juana de Padilla, y su marido, el poblador catalán Pedro Soler, fueron los fundadores del pueblo de Vilaflor.
Pedro Soler y su mujer construyen una ermita dedicada a San Pedro Apóstol en 1533. En 1568 la ermita es elevada al rango de parroquia, convirtiéndose en la sede del beneficio de Abona, que aglutinaba los lugares de Vilaflor, Arona, Granadilla, San Miguel y Arico, y que había sido creado en 1560.

### Antiguo Régimen: siglosxviiyxviii

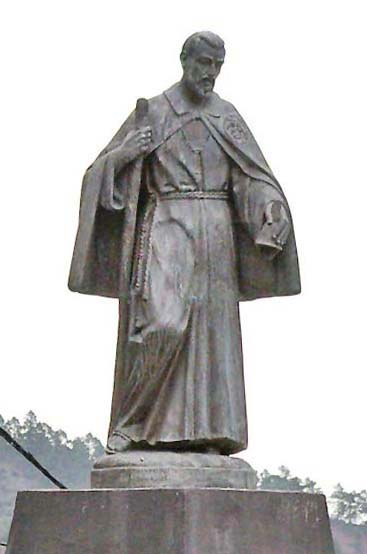
Pedro de San José Betancur, primer santo canario y misionero en Guatemala. Nacido en Vilaflor, se le considera una seña de identidad de este municipio. Esta estatua forma parte de una fuente que se sitúa en el casco de Vilaflor

En 1602 Pedro Soler de Padilla, nieto de los fundadores del pueblo, crea junto a su mujer María de Cabrera el mayorazgo del Heredamiento de Chasna, que habría de ser objeto de pleitos durante siglos. De hecho, ya en ese año se da una sentencia a favor del Cabildo y del vecindario de Vilaflor en el pleito que sostenían con Pedro Soler de Padilla sobre unas tierras que habían desmontado este y Juan de Gordejuela en los montes del lugar. Asimismo, en 1640 Pedro Soler de Padilla vuelve a pleitear con los vecinos por reclamar el derecho a cobrar tributo por los solares de estos en Vilaflor.
En 1613 se funda en el pueblo un convento agustino bajo la advocación de Santa Catalina Mártir, cambiándose dicho patronazgo por el de San Juan Bautista en 1627 después de que el capitán Juan García del Castillo levantara la capilla del convento.
En 1614 se crea la escribanía de Chasna o de las Bandas de Abona, ya que hasta ese momento los vecinos debían acudir a La Orotava o Los Realejos para poder atender sus asuntos legales por el duro camino de Chasna, que ascendía por el pueblo, atravesaba las cumbres de la isla y descendía por el valle de La Orotava.
Entre 1615 y 1675 los Soler reedifican la ermita de San Pedro, dándole el cuerpo de iglesia moderno.
En 1617 se eleva a la condición de parroquia la ermita de San Antonio de Padua del lugar de Granadilla, quedando su feligresía segregada de la de Vilaflor. En 1639 también Arico queda separada de Vilaflor a raíz tanto de las presiones de varios vecinos de la zona como de la creación de la parroquia de San Juan Bautista.
En 1626 nace en el pueblo Pedro de San José Betancur, más conocido como Hermano Pedro, primer canario santificado por la Iglesia Católica que fue misionero de Guatemala y fundador de la Orden Betlemita.
El historiador Juan Núñez de la Peña describe el lugar en 1676 de la siguiente forma:

CHASNA . El lugar de Chasna es el último lugar de esta isla, de muchos labradores y criadores, cogese mucho trigo, cevada, criase mucho ganado, poco vino, tiene razonable parroquia de S. Pedro, con un beneficiado, que tiene buena renta; hay alcalde, y un escribano, hay en él gente principal, tiene este lugar un convento de la orden de S. Agustín: por otro nombre llaman a este lugar Villa-Flor.
Juan Núñez de la Peña, 1676.

En 1734 el capitán Cristóbal de Valcárcel, que se había casado con Beatriz Soler de Castilla, señora del Heredamiento de Chasna, inicia pleitos contra el cabildo de la isla por tierras en Vilaflor que cree le pertenecen por el mayorazgo de su esposa. En 1751 siguen los pleitos entre Valcárcel y los vecinos, pues los señores del mayorazgo se habían apoderado de las aguas públicas de la fuente del Chorrillo. En 1761, el alcalde y otros personajes de la sociedad chasnera se obligan a ceder agua al convento agustino, pues aún estos sufren las prácticas caciquiles de los Soler.
En 1765 el Heredamiento de Chasna pasa a formar parte de los bienes del Marquesado de la Fuente de Las Palmas, al casarse el V marqués Alonso Chirino y Ascanio con Josefa Soler de Padilla y Castilla, séptima poseedora del mayorazgo.
En 1768, gracias a las reformas del rey Carlos III, se crean los cargos de síndico personero y diputado del común, responsables de la defensa de los intereses del vecindario, siendo elegidos por los propios vecinos mediante sufragio censitario. A partir de 1772 también los alcaldes son elegidos por este sistema. Se configura así la primera junta municipal o ayuntamiento de Vilaflor.
El historiador tinerfeño José de Viera y Clavijo dice de Vilaflor a finales del siglo xviii:

CHASNA, por otro nombre Villaflor, dista 2 leguas de Adeje y 13 de La Laguna. Es lugar arruado en una calle larga, aunque desigual y pendiente, por ser aquél un vallecito poblado de árboles frutales; pero, como es grande la altura, lo es también el frío. Allí nieva todos los inviernos. Por uno y otro lado empiezan las cumbres y los pinos. Las aguas son las más celebradas de las Canarias. Haylas agrias y medicinales. Es país feracísimo en trigo, si llueve a tiempo. Tiene buena iglesia parroquial, con cura beneficiado provisión del rey, y un convento de agustinos de 10 frailes. Su feligresía es de 2.586 personas, algunas en los pagos de San Miguel, Arona, Escalona, el Valle, Chinama, Jama, Fonche, Aldea y Cabo-blanco. Hay 4 ermitas. Está aquí el término de Abona, que fué también corte de rey guanche; y es patria del venerable Pedro de San José Bethéncourt, fundador de los betlemitas en Indias.
José de Viera y Clavijo, 1772-1773.

El proceso desmembrador del viejo término de Chasna llega a su punto álgido entre 1796 y 1798 con la segregación eclesiástica primero y civil después de los lugares de Arona y San Miguel de Abona, así como por la agregación del caserío de Chiñama a Granadilla, quedando el término municipal de Vilaflor con su extensión moderna.

### Etapa moderna: siglosxixyxx
En 1812 surgen los ayuntamientos constitucionales con la proclamación de la Constitución de Cádiz. Vilaflor se constituye municipio, quedando definitivamente consolidado en 1836 tras sufrir los vaivenes políticos de la primera mitad del siglo xix entre gobiernos constitucionales y absolutistas.
Durante el siglo xix, Vilaflor fue lugar frecuentado por viajeros y naturalistas como Philip Barker Webb o Sabino Berthelot, quienes acudían a realizar investigaciones al Teide por el Camino Real de Chasna.
En 1835, durante la desamortización de Mendizábal, el convento agustino de Vilaflor es clausurado y su capilla convertida en cementerio, uso que perduraría hasta la creación del camposanto municipal en 1901.
En 1840 acontece en Vilaflor el asesinato del VII marqués de la Fuente de Las Palmas, Alonso Fernando Chirino y del Hoyo Solórzano, por parte de un grupo de vecinos. Este asesinato se corresponde con el punto álgido del pleito sostenido entre el marqués y el vecindario de Vilaflor por las tierras del Heredamiento de Chasna iniciado en 1826.
A mediados del siglo xix Pascual Madoz dice de Vilaflor en su Diccionario:

VILAFLOR ó CHASNA. Lugar con ayuntamiento en la isla y diócesis de Tenerife, (...), partido judicial de la Orotava, de cuyo punto dista (8 leguas), (...) SITUADO en un vailecito poblado de árboles frutales, á grande altura del nivel del mar, en la cual nieva todos los inviernos; al S. SO. de la isla; aunque le rodean por todas direcciones altas cumbres pobladas de pinos, no obstante no impiden por eso su buena ventilación, muy particularmente de los aires de N. y NO; Su CLIMA si bien es bastante frío, es saludable. Tiene sobre 200 CASAS, de las que 60 forman una calle larga, pero desigual y pendiente, y las restantes se hallan deseminadas en la jurisdicion y sus pagos denominadas de San Miguel, Arona, Escalona, el Valle, Chinama, Jama, Fonche, Aldea y Caboblanco; hay escuela de primeras letras frecuentada por 5 niños (...). La iglesia parroquial de primer ascenso (San Pedro), (...); habiendo en el término 2 ermitas San Miguel y San Pedro, además de otras que existieron así como también un convento de frailes. Los habitantes de esta población disfrutan de abundantes aguas que se desprenden de las cumbres, cuya esquisita calidad las ha hecho célebres, no solamente en la isla, sino que también en toda la provincia. Confina el TÉRMINO por N. con las montañas del Teide; E. con Granadilla; S. con Arona, y O. con Adeje; corren por él varios arroyos que nacen de las altas sierras contiguas, pero cuyas aguas no pueden aprovecharse para el riego por la inclinación de su suelo; también se encuentran aguas medicinales sin analizar. El TERRENO en general de buena calidad, aunque de secano, es ferasisimo en años de lluvias; hallándose en él varios montes cubiertos de pinos, brezos, tilos y retamas; con muchas huertas en la inmediación del pueblo, arboladas de frutales de varias especies, como perales, manzanos, granados, etc. CAMINOS; los que dirigen á Adeje y á la Orotava, ambos de herradura y en mal estado; la CORRESPONDENCIA se recibe por balijero. PRODUCCIÓN: trigo, maíz, patatas, centeno, habas y varias clases de frutas; la mayor cosecha es la del trigo y frutas; se cría bastante ganado lanar, algún mular y de cerda. Hay caza de conejos, perdices, codornices y palomas; INDUSTRIA y COMERCIO: la primera está reducida á algunos telares de lienzos caseros, á la fabricación de queso, y á la agricultura que es su principal riqueza, y el segundo á la esportacion de los frutos sobrantes que se cosechan en el país. POBLACIÓN: 495 vecinos, 934 almas...
Pascual Madoz, 1850.

El desarrollo moderno de la localidad se acelera tras la construcción de las carreteras. La que conducía desde Granadilla al pueblo se termina en 1929, mientras que la que unía Vilaflor con La Orotava por la cumbre culmina su construcción en 1947. Cabe mencionar que las obras de esta última vía de acceso, de interés estratégico militar durante la Segunda Guerra Mundial, fue construida por presos políticos del régimen franquista, trasladados en los años cuarenta desde la Península a los campamentos de trabajos forzosos creados en Vilaflor y El Pinalito.

### Sigloxxi
En noviembre de 2002 surge la polémica en Vilaflor por el proyecto de tendido eléctrico que la empresa Unelco pretendía trazar por los montes del municipio, y que había sido aprobado por el Gobierno de Canarias en 2000. Ante las quejas del propio Ayuntamiento de Vilaflor y la presión social ejercida tras una multitudinaria manifestación en Santa Cruz de Tenerife, la empresa y el Gobierno de Canarias rechazan definitivamente en 2004 la conocida como «línea de Vilaflor» por otro tendido paralelo a la Autopista del Sur.

## Demografía
Vilaflor de Chasna cuenta con una población de 1871 habitantes (INE 2024).
| Gráfica de evolución demográfica de Vilaflor de Chasna entre 1842 y 2021                                            |
| |
| Población de derecho según los censos de población del INE Población de hecho según los censos de población del INE |

La primera cifra de su población aparece en una tazmía llevada a cabo por el cabildo de la isla en 1561. Este «censo» da para el término de Abona —que además de Vilaflor incluía el resto de lugares de la comarca de Chasna— una población de 397 personas.
A finales del siglo xviii Vilaflor vivió una importante pérdida de población producto de la segregación de su término de los pueblos de San Miguel de Abona y Arona. A partir de entonces, el municipio mantendrá unos niveles más o menos estables a lo largo del siglo xix, al que le seguirá un período de crecimiento limitado durante el siglo siguiente hasta alcanzar en 1950 su cifra máxima de 1962 habitantes. La segunda mitad del siglo xx se caracteriza por la disminución de la población a cifras inferiores a las de la década de 1930. Sin embargo, Vilaflor comienza a experimentar un ligero aumento durante la primera década del siglo xxi, para volver a descender a partir de 2009.
A 1 de enero de 2014 Vilaflor tenía un total de 1715 habitantes, ocupando el último puesto en número de habitantes de la isla de Tenerife y el 52.º de la provincia de Santa Cruz de Tenerife.
La población relativa era de 30,48 hab./km².
Del análisis de la pirámide de población se deduce que:
- La población comprendida entre 0 y 14 años era el 12 % del total;
- la población entre 15 y 64 años se correspondía con el 68 %;
- y la población mayor de 65 años era el 21 % restante.

Por sexos contaba con 883 hombres y 832 mujeres.
En cuanto al lugar de nacimiento, el 84 % de los habitantes del municipio eran nacidos en Canarias, de los cuales el 68 % había nacido en el propio municipio, un 29 % en otro municipio de la isla y un 3 % procedía de otra isla del archipiélago. El resto de la población la componía un 3 % de españoles peninsulares y un 13 % de nacidos en el extranjero, sobre todo de Reino Unido y Venezuela.
| Entidad singular             | Habitantes |
| ---------------------------- | ---------- |
| La Escalona                  | 565        |
| Jama                         | 115        |
| Trevejos                     | 31         |
| Vilaflor (capital municipal) | 1004       |
| Total                        | 1715       |

## Economía
La actividad económica del municipio está principalmente basada en la agricultura —sobre todo de viña y papas— y la hostelería.
La producción de vinos de Vilaflor se enmarca en la comarca vitivinícola y Denominación de Origen de Abona.
En Vilaflor se encuentra la planta de envasado de agua Aguas de Vilaflor S.A., responsable de la marca Fuentealta y que se nutre de los abundantes manantiales del municipio.

## Símbolos

### Escudo
El escudo de Vilaflor fue aprobado por el Gobierno de Canarias por Orden de 19 de octubre de 1992. Consta de: «Escudo cuartelado en cruz, partido y cortado. En el primero en campo de gules, tiara pontificia y llaves en oro. En el segundo en bordura de plata, representación de la famosa montaña —El Sombrerito— en sus colores y bajo cielo de azur. En el tercero, en campo de oro, un pino en su color. En el cuarto, sobre campo de plata, un racimo de uvas en sinople. Por debajo, cinta ondeada en sinople, con letras de oro que dicen "Vi la Flor de Chasna". Todo dominado por corona Real Española cerrada».
La tiara pontificia y las llaves de oro, símbolos de San Pedro Apóstol, representan la antigüedad del templo parroquial. La montaña del segundo cuartel representa a El Sombrerito, elevación representativa del municipio. En el tercer cuartel aparece un pino canario, representativo tanto de la extensa masa forestal como del conocido Pino Gordo cuyo tronco alcanza el diámetro más grande de las Islas. En el cuarto y último cuartel se muestra un racimo de uvas en expresión de la riqueza vinícola de Vilaflor.

### Bandera
La bandera municipal fue aprobada por el Gobierno de Canarias por Orden de 17 de mayo de 1993. Tiene una proporción 2:3 (una vez y media más largo que ancho), y está compuesta de tres franjas verdes y dos blancas, todas horizontales y de igual anchura, alternando unas con otras, empezando la primera con verde y terminando con el mismo color. En el centro del paño se sitúa el escudo municipal.

## Administración y política

### Gobierno municipal
El municipio está regido por su Ayuntamiento, formado por el alcalde-presidente y ocho concejales.
| Periodo   | Nombre                        | Partido | Partido                                  |
| --------- | ----------------------------- | ------- | ---------------------------------------- |
| 1979-1983 | Martín Román Hernández Martín |         | Unión de Centro Democrático (UCD)        |
| 1983-1987 | Manuel Díaz Delgado           |         | Coalición Popular (CP)                   |
| 1987-2003 | José Luis Fumero González     |         | Partido Socialista Obrero Español (PSOE) |
| 2003-2015 | Manuel Fumero García          |         | Partido Socialista Obrero Español (PSOE) |
| 2015-act. | Agustina Beltrán Cano         |         | Partido Socialista Obrero Español (PSOE) |

| Partido político | Partido político                                                    | 1979   | 1983   | 1987   | 1991   | 1995   | 1999   | 2003   | 2007   | 2011   | 2015   | 2019   | 2023   |
| Partido político | Partido político                                                    | Ediles | Ediles | Ediles | Ediles | Ediles | Ediles | Ediles | Ediles | Ediles | Ediles | Ediles | Ediles |
|                  | Agrupación Independiente de Vilaflor (AIV)                          |        | 3      |        |        |        |        |        |        |        |        |        |        |
|                  | Agrupación Tinerfeña de Independientes (ATI)                        |        |        | 4      | 2      |        |        |        |        |        |        |        |        |
|                  | Alternativa Sí Se Puede por Tenerife (ASSPPT)                       |        |        |        |        |        |        |        |        | 3      | 4      |        |        |
|                  | Coalición Canaria (CC)                                              |        |        |        |        |        | 3      | 2      | 0      | 1      | 2      | 4      | 4      |
|                  | Alianza Popular (AP)-Partido Popular (PP)                           |        | 6      |        | 1      | 2      | 0      | 0      | 1      | 0      | 0      | 0      | 0      |
|                  | Partido Socialista Obrero Español (PSOE)                            |        |        | 3      | 5      | 7      | 6      | 7      | 8      | 5      | 3      | 5      | 5      |
|                  | Unión de Centro Democrático (UCD)-Centro Democrático y Social (CDS) | 9      |        | 2      | 1      | 0      |        |        |        |        |        |        |        |

Tras las elecciones de 2015 se forma un gobierno de pacto entre CC y el PSOE, gracias al que Agustina Beltrán Cano (PSOE) se convirtió en la primera alcaldesa de la historia del municipio.

### Organización territorial
El término municipal forma parte de la Comarca de Abona, a excepción de su superficie incluida en los espacios naturales protegidos, que pertenece a la Comarca del Macizo Central.
Vilaflor forma parte también de la Mancomunidad de Municipios de Montaña No Costeros de Canarias.
El municipio se encuentra dividido en cuatro entidades singulares de población:
| Denominación                 | Superficie |
| ---------------------------- | ---------- |
| La Escalona                  | 6,5 km²    |
| Jama                         | 8,86 km²   |
| Trevejos                     | 14,9 km²   |
| Vilaflor (capital municipal) | 26 km²     |
| Total                        | 56,26 km²  |

## Servicios
En cuanto al bienestar social del municipio, cuenta con dos centros de enseñanza públicos —CEIP Hermano Pedro y CEIP La Escalona—, un consultorio médico, dos tanatorios municipales, una Casa Forestal, una Oficina de Extensión Agraria del Cabildo de Tenerife, y una comisaría de la policía local.

### Comunicaciones

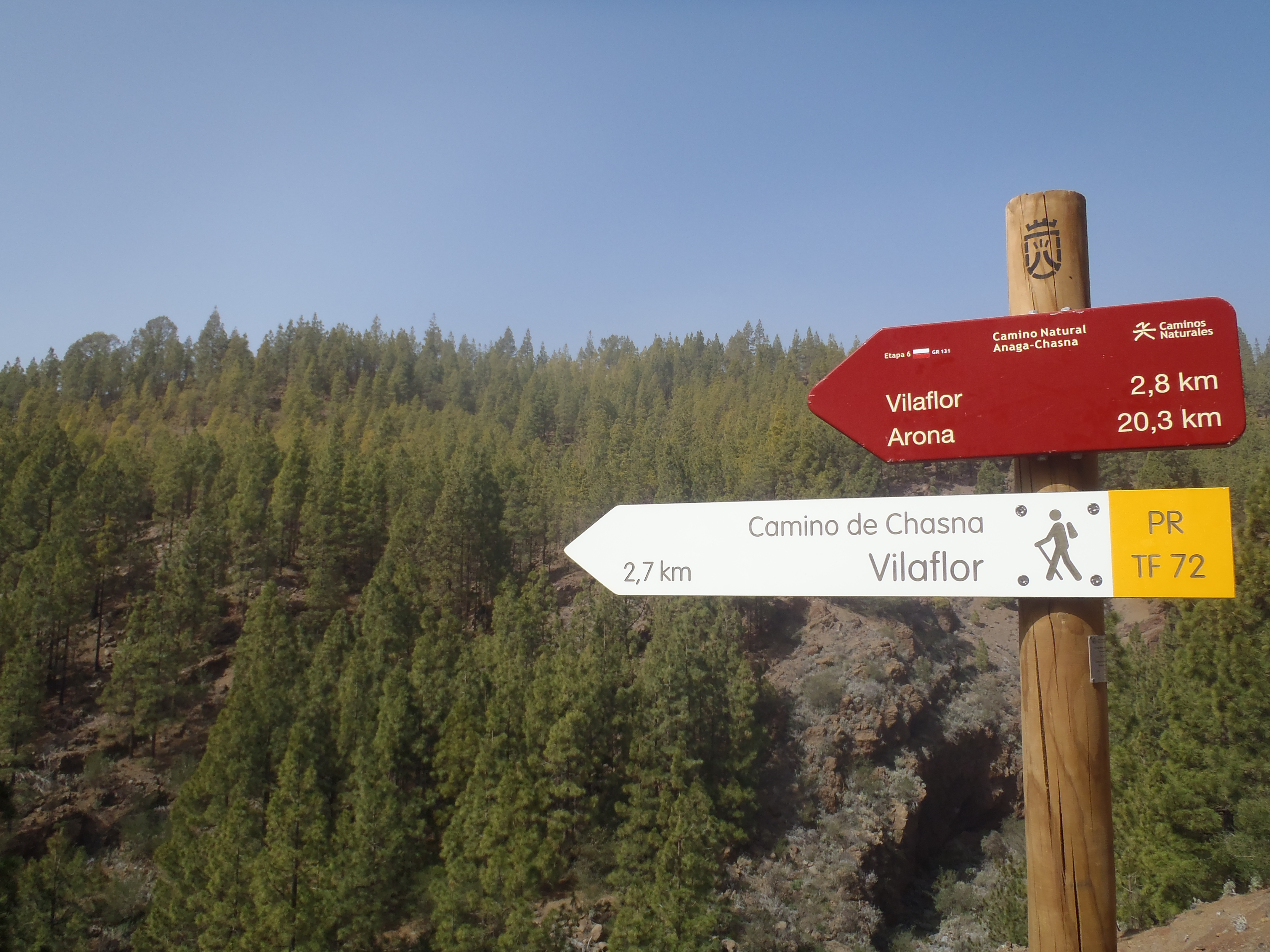
Poste informativo de los dos caminos de la Red de Senderos de Tenerife que pasan por el municipio

#### Carreteras
Las principales vías de comunicación por las que se accede a Vilaflor son la carretera de La Orotava a Granadilla TF-21, que es una de las vías de acceso al parque nacional del Teide, y la carretera de La Camella a Vilaflor TF-51. Asimismo, existen otras carreteras secundarias que unen las diferentes entidades de población entre sí o con otros municipios:
- TF-563 de San Miguel a Vilaflor por El Frontón
- TF-565 de El Roque a La Escalona por Jama
- TF-567 de La Escalona a Ifonche

#### Transporte público
Vilaflor queda conectado en autobús —guagua— mediante las siguientes líneas de TITSA:
| Línea | Trayecto                                          | Recorrido                                                          |
| ----- | ------------------------------------------------- | ------------------------------------------------------------------ |
| 342   | Costa Adeje - Las Cañadas del Teide - El Portillo | Horario/Línea                                                      |
| 474   | Granadilla de Abona - La Escalona                 | Horario/Línea Archivado el 1 de agosto de 2016 en Wayback Machine. |
| 482   | Los Cristianos - Vilaflor (por Arona)             | Horario/Línea                                                      |

#### Caminos
Por el municipio pasan varios caminos homologados en la Red de Senderos de Tenerife:
- GR 131 Anaga - Chasna
- PR 72 Camino de Chasna - Paisaje Lunar

## Patrimonio

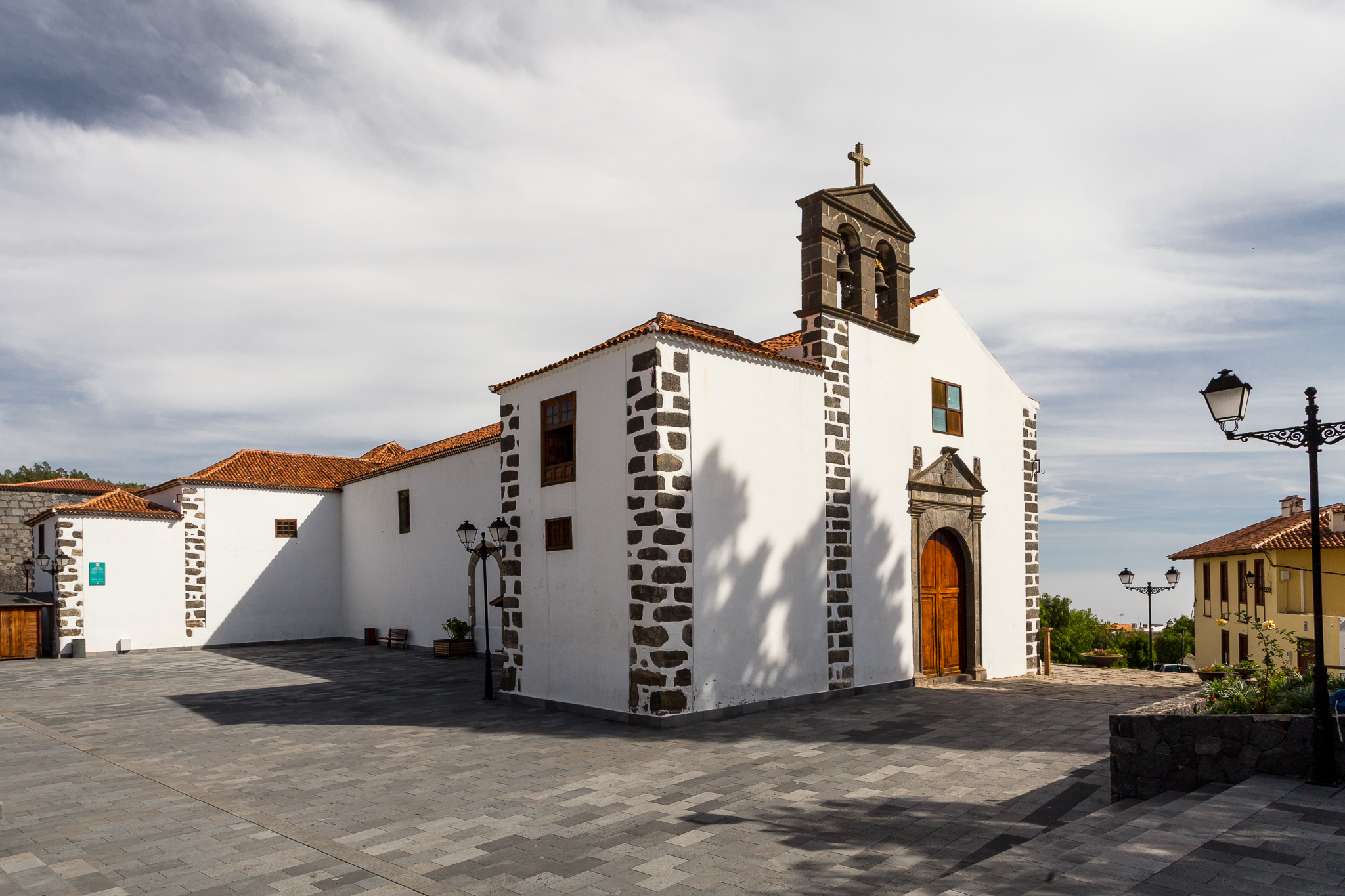
Iglesia de San Pedro Apóstol

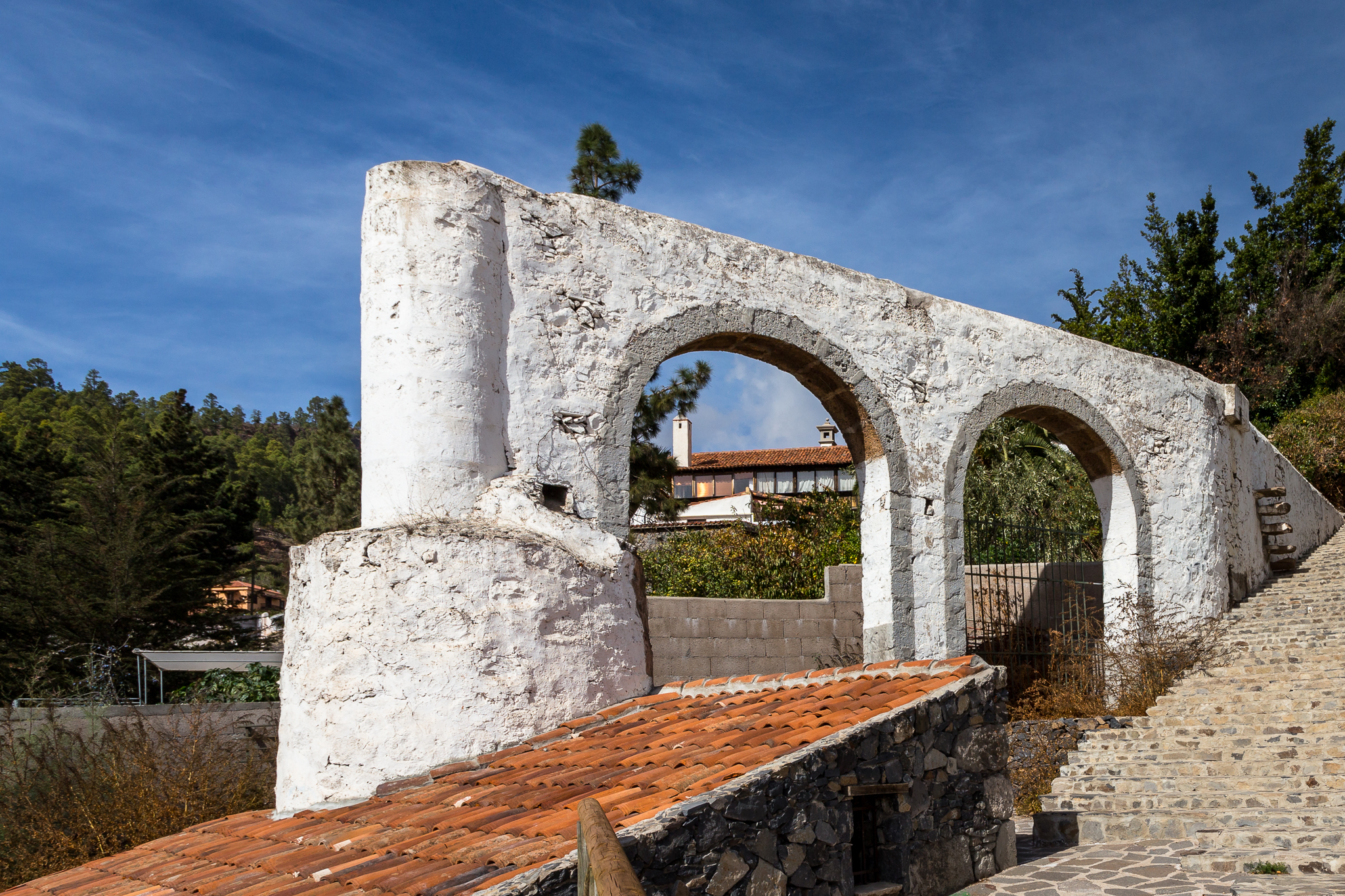
Arcos del molino de agua de Vilaflor

Entre el patrimonio de Vilaflor destaca la iglesia de San Pedro Apóstol, del siglo xvii, que cuenta con un rico patrimonio artístico en su interior. La iglesia está declarada Bien de Interés Cultural en la categoría de Monumento desde 1985. Cerca de la iglesia se localiza la Casa de los Soler o del Marqués, que constituye un claro ejemplo de arquitectura tradicional canaria del siglo xvii. Otros elementos arquitectónicos destacados son la pequeña ermita de San Roque, ubicada al suroeste del pueblo, y que data de 1614, o el molino de agua ubicado en el barranco del Cubo, que se mantuvo en funcionamiento desde 1644 hasta 1915.
Vilaflor comparte con el municipio de Arona un importante enclave patrimonial, el caserío de Casas Altas, declarado Bien de Interés Cultural en la categoría de Conjunto Histórico en 2004. Se trata de un caserío de carácter tradicional que alberga ejemplos de arquitectura popular tinerfeña propia del sur de la Isla, y que contiene elementos característicos de las actividades campesinas de la zona.
- Santuario del Santo Hermano Pedro
- Ermita de San Roque
- Molino de Vilaflor
- Miradores de San Roque, Pino Gordo y de La Montañeta

## Cultura

### Instalaciones culturales
Vilaflor cuenta con varios centros culturales, así como con la ludoteca municipal El Tajinaste Bailón y con la biblioteca pública Casa de La Cruz. También cuenta con un Aula de Interpretación del parque nacional del Teide.

### Fiestas
En el municipio se celebran diversas fiestas, siendo días festivos locales el 25 de abril —festividad del Santo Hermano Pedro— y el 1 de septiembre —celebración de San Roque y San Agustín—.
Las principales fiestas son:
| Fecha                           | Celebración                  | Lugar            | Actos destacados                 |
| ------------------------------- | ---------------------------- | ---------------- | -------------------------------- |
| 24 de abril                     | Santo Hermano Pedro          | Vilaflor (casco) |                                  |
| Domingo siguiente al 6 de junio | Corpus Christi               | Vilaflor (casco) | Realización de alfombras         |
| Última quincena de agosto       | San Roque y San Agustín      | Vilaflor (casco) | Gran Romería, Feria de Artesanía |
| 25 de julio                     | Santiago Apóstol y Santa Ana | La Escalona      |                                  |
| 8 de diciembre                  | Inmaculada Concepción        | Jama             |                                  |
| Fecha variable                  | Semana Santa                 | Vilaflor (casco) |                                  |

Cada año, el sábado anterior al 24 de abril se celebra la peregrinación del Camino del Hermano Pedro, desde el casco de Vilaflor hasta la cueva del Santo situada a las afueras de la localidad de El Médano en el municipio de Granadilla de Abona. Esta peregrinación es organizada conjuntamente por los ayuntamientos de Vilaflor y Granadilla.

### Religión
La población creyente del municipio profesa mayoritariamente la religión católica, estando reunida la feligresía en la parroquia de San Pedro Apóstol perteneciente al arciprestazgo de Granadilla de la diócesis de Tenerife.
El otro templo de importancia de la localidad es el santuario del Santo Hermano Pedro, construido sobre el solar de la casa del santo, siendo lugar de peregrinación. El templo acoge también un convento de la Orden Bethlemita.
El municipio cuenta además con varias ermitas repartidas por el término municipal: las de San Roque y El Calvario en el casco de Vilaflor, la de la Inmaculada Concepción en Jama, la iglesia de Santiago Apóstol en La Escalona, y la ermita del Santo Hermano Pedro en el paraje de El Hoyo.
Vilaflor se encuentra bajo el patronazgo religioso de San Roque y de San Agustín.

### Deporte
Entre las instalaciones deportivas se encuentran el campo de fútbol municipal de El Salguero, que además cuenta con cancha de fútbol 7, y el polideportivo municipal de La Escalona, que posee instalaciones para la práctica de fútbol sala, baloncesto, balonmano y voleibol.

## Localidades hermanadas
Los municipios hermanados con Vilaflor son:
- La Orotava, España (2021)
- La Antigua Guatemala, Guatemala (2023)